# Unfinished Business (White Lies)
Unfinished Business is een single van de Engelse indierockband White Lies. De single kwam uit op 28 april 2008 waarbij het alleen maar verscheen op 7" vinyl in een gelimiteerde uitgave van 500 stuks. Een opnieuw opgenomen versie van "Unfinished Business" staat op hun debuutalbum To Lose My Life... uit 2009. Het grootste verschil tussen de twee versies van het nummer is dat de singleversie wel hoge achtergrondzang bevat in het laatste refrein van bassist Charles Cave.
Het nummer op de B-kant, "You Still Love Him", bevat de refrein-melodie en tekst van een ander nummer, "One Night Friend", dat ze opgenomen hebben onder hun oude bandnaam 'Fear of Flying'.
"Unfinished Business" is geschreven binnen een kwartier en heeft uiteindelijk bijgedragen aan de verandering van de bandnaam in 'White Lies'.

## Nummers
| Nr. | Titel               | Duur |
| --- | ------------------- | ---- |
| 1.  | Unfinished Business | 4:11 |
| 2.  | You Still Love Him  |      |

| Nr. | Titel                                            | Duur |
| --- | ------------------------------------------------ | ---- |
| 1.  | Unfinished Business                              |      |
| 2.  | You Still Love Him                               |      |
| 3.  | From the Stars (Live bij Zane Lowe Session)      |      |
| 4.  | Unfinished Business (Live bij Zane Lowe Session) |      |
| 5.  | Unfinished Business (Video)                      |      |